# Nola
Nola je starobylé italské město v Kampánii, 35 km severovýchodně od Neapole, na úpatí Vesuvu. Leží na křižovatce dálnic A16 a A30 a na železniční trati Salerno – Caserta. Má přes 34 tisíc obyvatel a je od 2. století sídlem biskupa. Tradičně je považována za místo, kde byly do křesťanské bohoslužby zavedeny zvony.

## Historie
Na místě dnešní Noly byla v době bronzové obec, kterou zasypal popel při erupci Vesuvu kolem roku 1800 př. n. l. Z vykopávek pocházejí výborně zachované předměty, zejména bronzové. V letech 216-214 př. n. l. zde římský generál Marcus Claudius Marcellus třikrát odrazil Hannibalův útok. Roku 14 zemřel v Nole císař Augustus, ve 4. století zde působil biskup Paulinus z Noly, o němž se traduje, že do křesťanské bohoslužby zavedl zvony, a roku 1548 se zde narodil teolog a filosof Giordano Bruno.

## Hospodářství
Nola je významné středisko potravinářského průmyslu, je zde železnični opravárenský závod společnosti Alstom a několik podniků leteckého průmyslu. V roce 2004 se zjistilo, že v Nole je zvýšený výskyt rakoviny jater (asi dvojnásobný oproti okolní Kampánii), což patrně souvisí s nelegálními skládkami radioaktivního odpadu, které zde provozovala místní mafie (camorra). Oblast několika obcí v okolí dostala kvůli tomu novinářské označení „Trojúhelník smrti“.

## Pamětihodnosti
Ve starověku byla Nola významným městem, pravidelně ji však postihovala zemětřesení, takže ze starověkých památek zbyly jen fragmenty architektury a vykopávky.
- Starověký amfiteátr, zčásti odkrytý vykopávkami.
- Nová katedrála Nanebevzetí Panny Marie, trojlodní renesanční sloupová bazilika, v kryptě pod hlavním oltářem druhotný hrob biskupa sv. Felixe z Noly; přestavěná k roku 1593 a opět 1866; v sousedním biskupském paláci ze 16. století sídli Diecézní muzeum.
- Bazilika sv. Tomáše, založená v 3. století,  s freskami z 9.-11. století
- Bazilika sv. Apoštolů, zvaná stará katedrála, zmíněná k r. 95, románská stavba z roku 1190, kolem roku 1740 přestavěná.
- Palazzo Orsini z roku 1470, později přestavovaný
- Renesanční kostel Santa Maria Misericordia  e San Biaggio (Panny Marie Bolestné a svatého Blažeje), obklady z barevných mramorů.
- Konvent kapucínů, goticko-renesanční fresky
- Archeologické muzeum (Museo storico-archeologico) uchovává mj. Cippus Abellanus, kamennou desku ze 2. stol. př. n. l. se smlouvou mezi sousedními obcemi, jeden z nejcennějších dokladů etruského písma a jazyka Osků.

## Galerie

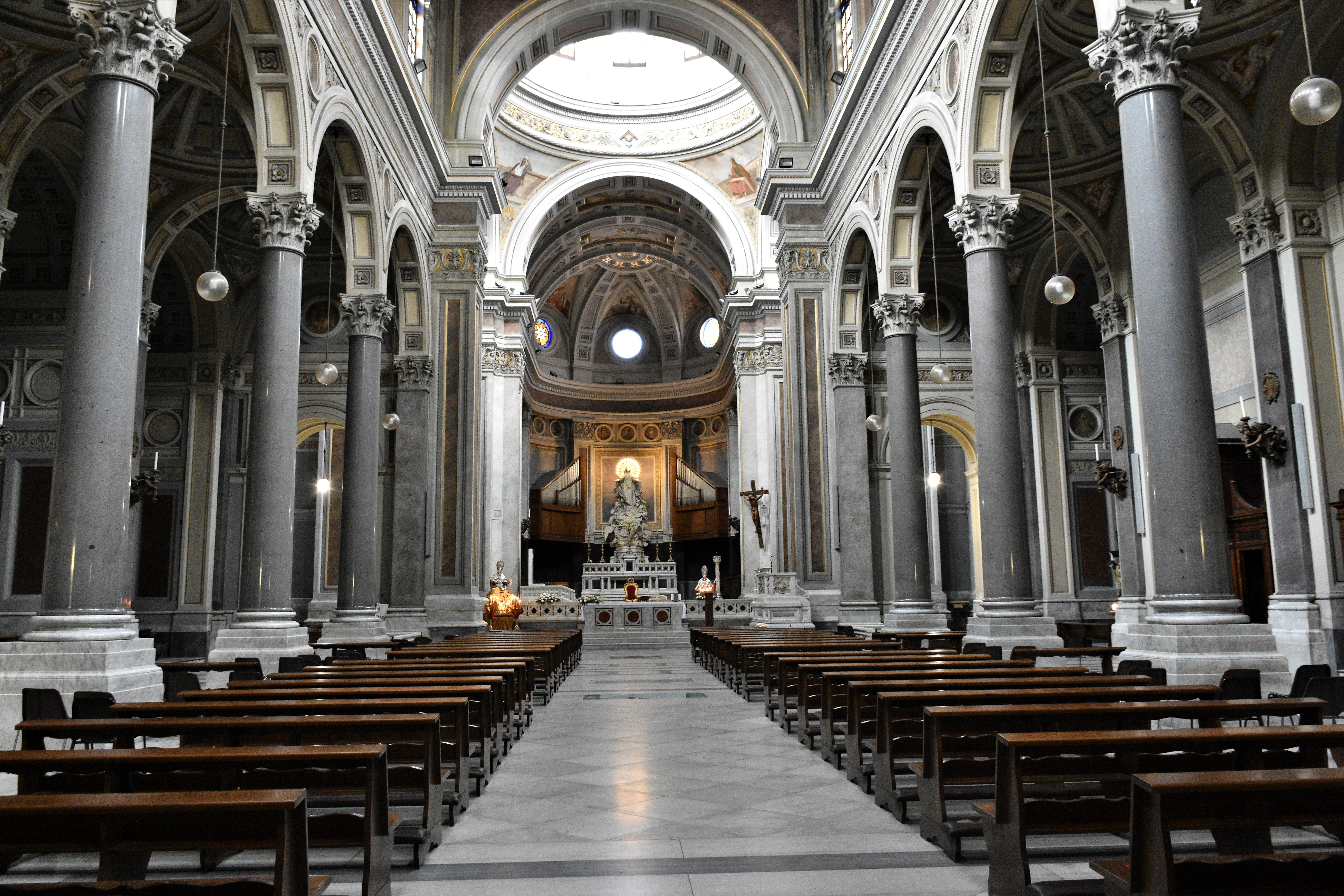
Hlavní loď katedrály
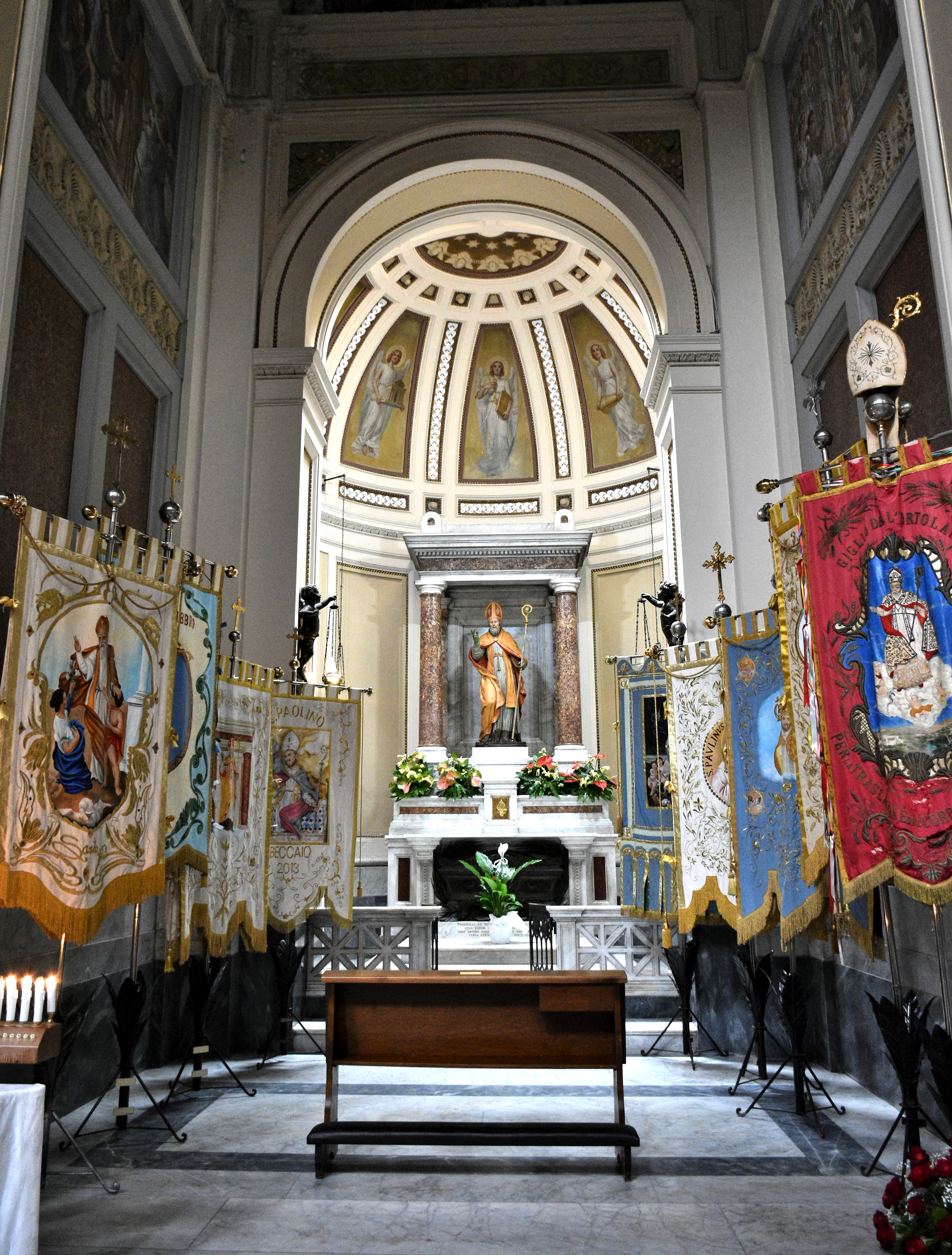
Kaple sv. Paulína v katedrále
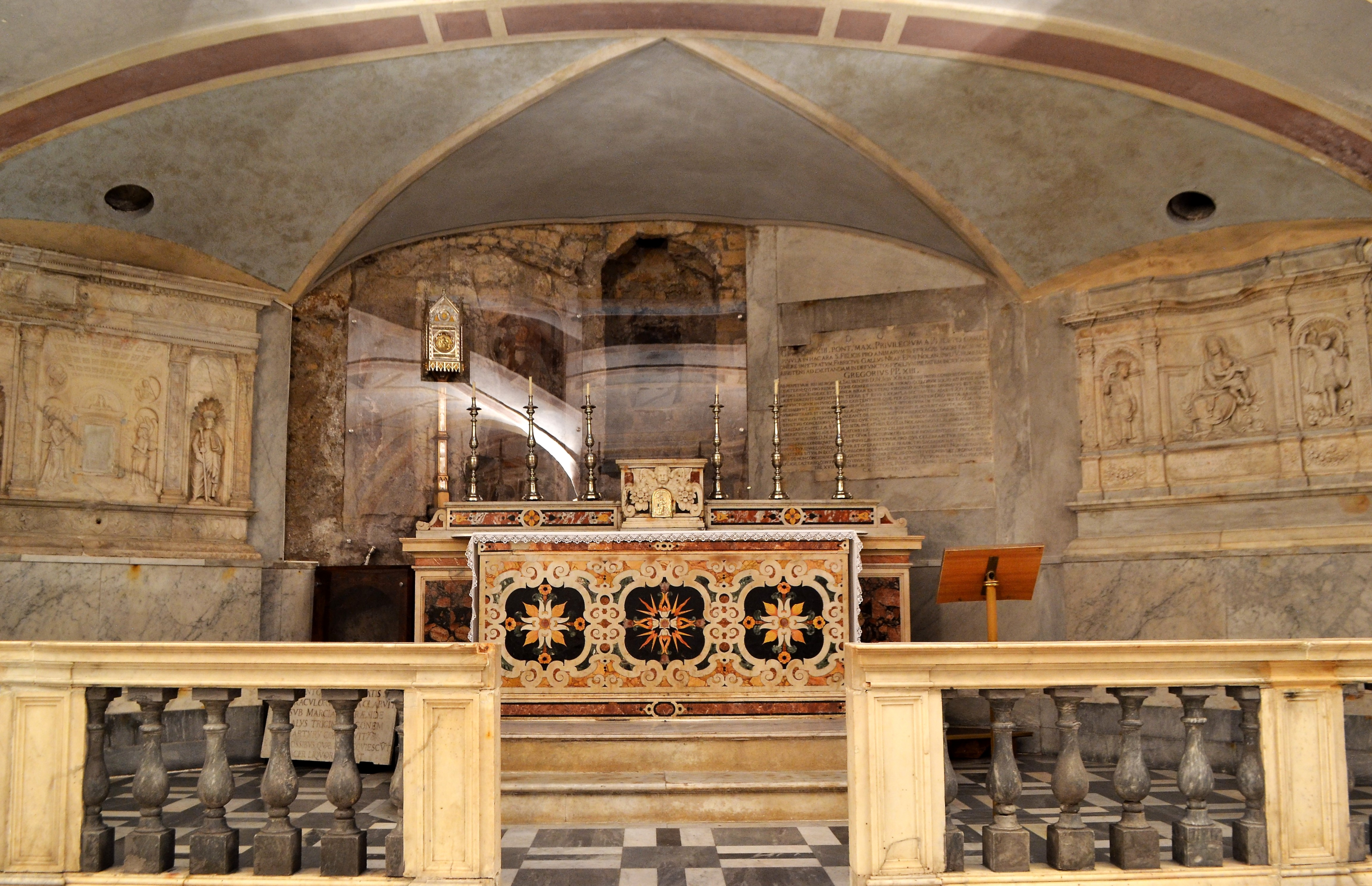
Krypta sv. Felixe v katedrále
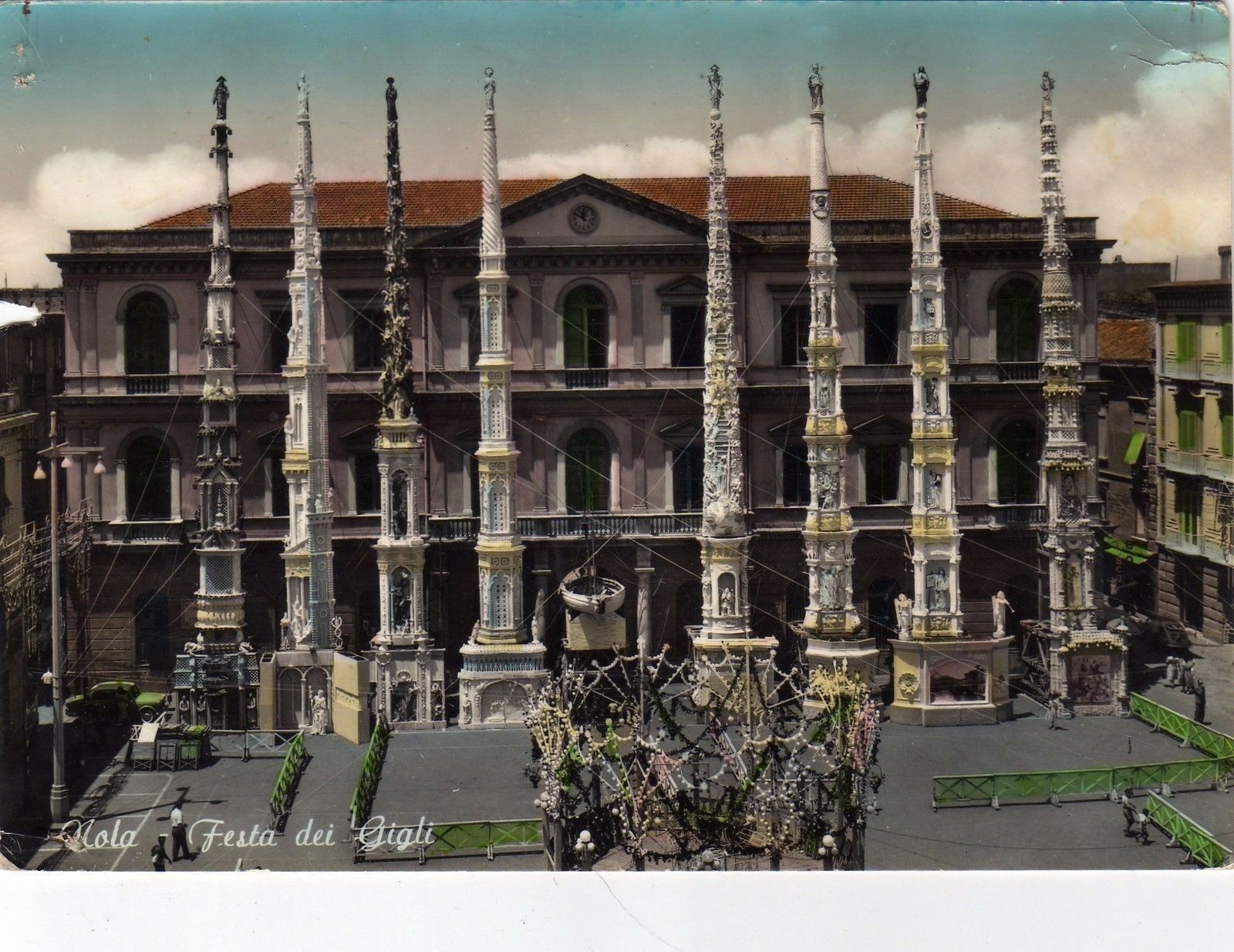
Sloupy slavnosti lilií
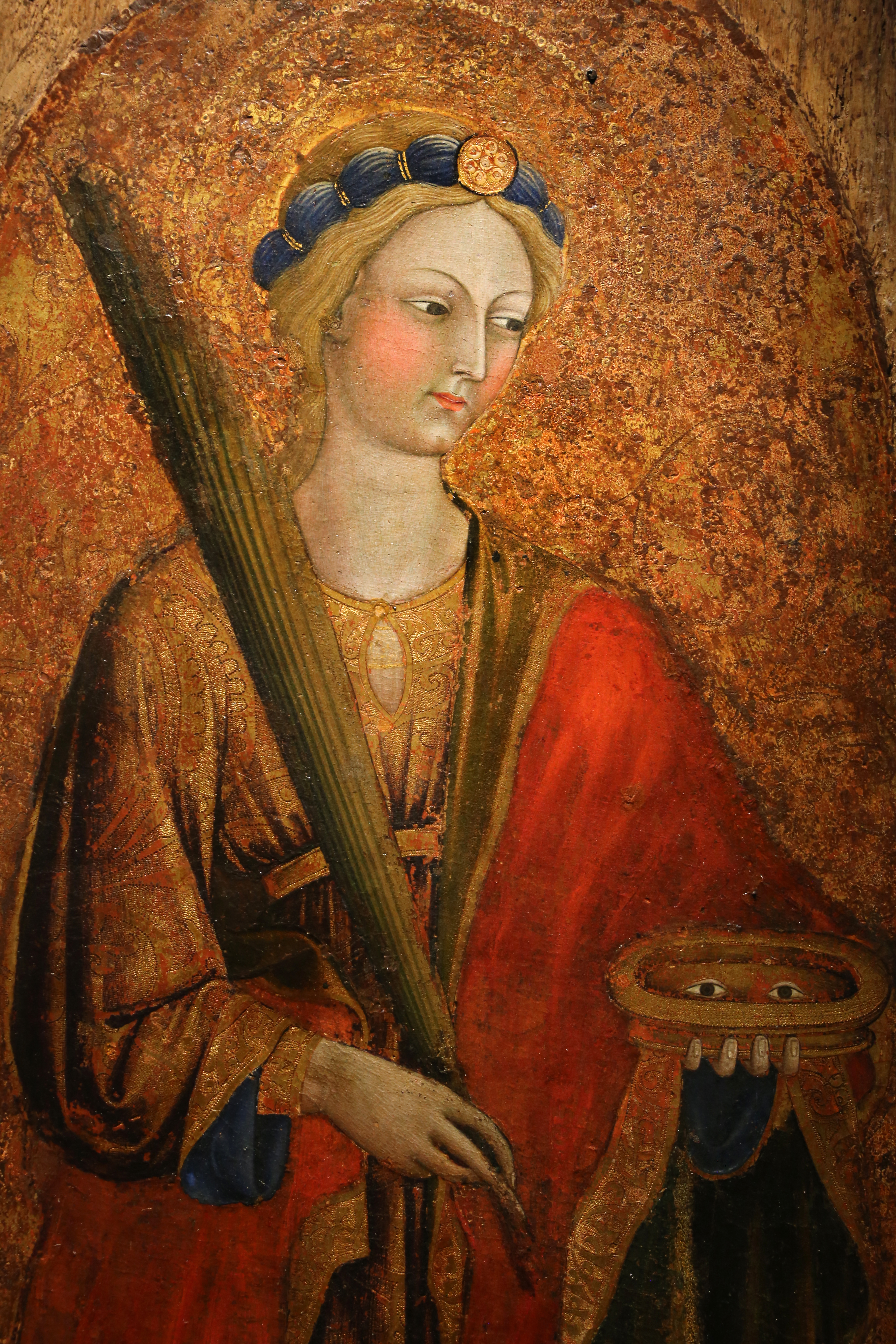
Freska u kapucínů

## Slavnosti
- 14. června a 12. listopadu
- Slavnost lilií (Festa dei Gigli) se koná 22. června nebo v neděli před tímto datem na památku svatého Paulína z Noly, trvá 7 dní do příští neděle. Symbolických osm lilií jsou dřevěné sloupy se sochami světců a živými hudebníky, vezené na kolech v průvodu městem; nolské slavnosti jsou zapsány v seznamu Světového dědictví UNESCO.

## Slavné osobnosti
- Gaius Octavius (kolem 100–59 př.n.l.), římský politik, otec císaře Augusta
- Augustus (63 př.n.l.–14 n.l.), zakladatel Římské říše, zemřel zde.
- Felix z Noly († asi 260 n.l.), křesťan, presbyter
- Paulín z Noly (353–431), starověký římský básník, biskup a světec
- Giordano Bruno (1548), teolog a filozof
- Francesco Palliola (1612–1648) SJ, jezuitský misionář na Filipínách